# Діскант Валентин Іванович
Валентин Іванович Діскант (13 жовтня 1934, Кадіївка, Донецька область — 21 січня 2014, Черкаси) — український радянський математик, спеціаліст в області геометрії «в цілому».

## Біографія
Народився 13 жовтня 1934 року в місті Кадіївка (Луганська область, УРСР), куди його батьки переїхали з села Медведівка Чигиринського району Черкаської області, втікаючи від голодомору. Під час другої світової війни сім'я була евакуйована у Сибір до міста Новокузнецьк.
У 1952 році вступив до Томського університету на факультет математики. Після закінчення навчання у 1957 році переїхав до Новосибірська, де з 1957 по 1960 роки працював асистентом у Новосибірському інженерно-будівельному інституті. З 1960 по 1963 роки навчався в аспірантурі Інститут математики Сибірського відділення АН СРСР під науковим керівництвом відомого математика А. І. Фета. У 1964 захистив дисертацію «Теореми стійкості для поверхонь, близьких до сфери» на здобуття наукового ступеня кандидата фізико-математичних наук. У 1963—1973 роках працював доцентом Новосибірського електротехнічного технікуму.
У 1973 році переїхав до Черкас і був прийнятий на роботу до Черкаського інженерно-технологічного інституту, в якому потім і працював до останніх своїх днів на посаді завідувача кафедри вищої математики. У 1989 році у фізико-технічному інституті низьких температур ім. Б. І. Вєркіна НАН України захистив дисертацію «Ізопериметричні нерівності та теореми стійкості в теорії опуклих тіл» на здобуття наукового ступеня доктора фізико-математичних наук. У 1990 році присуджено вчене звання професора по кафедрі вищої математики.
Один з засновників і натхненників та безпосередній організатор унікальної серії з восьми міжнародних наукових конференції з геометрії, що проводились з 1995 по 2013 рік в Черкаському інженерно-технологічному інституті.
Член редакційної колегії «Журналу математичної фізики, аналізу, геометрії» (Харків, Україна). Член спеціалізованої вченої ради по захисту дисертацій у ФТІНТ імені Б. І. Вєркіна НАН України.
Лауреат премії ім. О. В. Погорєлова НАН України (2010).
Помер 21 січня 2014 року в місті Черкаси.

## Наукові інтереси
Геометрія «в цілому» та опукла геометрія, зокрема — геометричні нерівності ізопериметричного типу для змішаних об'ємів опуклих тіл, теореми стійкості для «екстремальних» опуклих поверхонь в евклідовому просторі та в просторі Мінковського.